# Pavel Žiburtovič
Pavel Nikolajevič Žiburtovič (rusky Павел Николаевич Жибуртович; 8. září 1925, Kujbyšev – 21. února
2006, Moskva) byl sovětský reprezentační hokejový obránce. Je členem Ruské a sovětské hokejové síně slávy (členem od roku 1953). Jeho starší bratr Jurij Žiburtovič zemřel v roce 1950 při letecké havarii.
S reprezentací Sovětského svazu získal jedno zlato (1954) a dvě stříbra (1955, 1957) z MS.